# Пјандикампи (Сијена)
Пјандикампи је насеље у Италији у округу Сијена, региону Тоскана.
Према процени из 2011. у насељу је живело 34 становника. Насеље се налази на надморској висини од 139 м.